# Marcin Węgrzynowicz
Marcin Węgrzynowicz – polski naukowiec, rektor Akademii Krakowskiej.
Marcin Węgrzynowicz żył na przełomie XVII i XVIII wieku. Rektorem krakowskiej uczelni został w roku 1713 zastępując na stanowisku Andrzeja Krupeckiego, urząd sprawował do 1714.